# Epirrhoe interrupta
Epirrhoe interrupta är en fjärilsart som beskrevs av Kitt 1930. Epirrhoe interrupta ingår i släktet Epirrhoe och familjen mätare. Inga underarter finns listade i Catalogue of Life.